# Xia Li
Zhao Xia (Chongqing, 28 de julio de 1988) es una luchadora profesional china en donde actualmente trabaja para Total Nonstop Action Wrestling (TNA) bajo el nombre de Lei Ying Lee y en el circuito independiente. Es conocida por haber trabajado para la empresa estadounidense WWE, donde se presentó bajo el nombre de Xia Li.

## Carrera

### WWE (2017–2024)

#### Mae Young Classic (2017-2019)
En enero de 2017, Li se unió al WWE Performance Center después de que impresionara a los reclutadores de talento durante una prueba física realizada en Shanghai, China. El 13 de julio, hizo su debut para WWE compitiendo en el torneo inaugural Mae Young Classic, convirtiéndose en la primera mujer de nacionalidad china en competir en un ring de WWE. Fue eliminada en la primera ronda por  Mercedes Martinez. El 19 de septiembre de 2018, Li compitió en su segundo Mae Young Classic, derrotando a Karen Q en la primera ronda, pero fue eliminada en la segunda por Deonna Purrazzo. A lo largo de 2017 y 2018, Li únicamente luchó en eventos en vivo de NXT fuera del Mae Young Classic.

#### NXT (2019-2021)
Xia luego hizo su debut en televisión NXT en el episodio del 20 de febrero de 2019, perdiendo en un partido de individuales contra Mia Yim. En el episodio del 1 de mayo de 2019 de WWE NXT, Li eligió su primera victoria televisada al derrotar a Rachel Evers .
En el NXT transmitido el 1 de abril, se enfrentó a Shotzi Blackheart, Dakota Kai, Deonna Purrazzo, Aliyah y a Kayden Carter en un Gauntlet Match para clasificar a la ladder Match por una oportunidad al Campeonato Femenino de NXT de Rhea Ripley, entrando de 3ª, sin embargo fue eliminada por Blackheart.

#### SmackDown (2021-2023)
Como parte del Draft 2021, el 3 de octubre de 2021, Li fue ascendida al roster principal para formar parte de la marca SmackDown. Hizo su debut el 10 de diciembre en dicha marca protegiendo a Naomi de un ataque por parte de Natalya, Sonya Deville y Shayna Baszler.  
El 25 de febrero de 2022, episodio de SmackDown, tuvo su primera lucha derrotando a Natalya.  
Después de semanas de inactividad, en el episodio del 22 de abril de SmackDown, cambio a heel, afirmando que nadie era digno de proteger y que sólo estaba enfocada en protegerse así misma. En el episodio 3 de junio, compitió en un 6-Pack Challenge para determinar la contendiente #1 al Campeonato Femenino SmackDown, que fue ganado por Natalya. Tras esto, tuvo dos oportunidades para clasificarse al Women's Money in the Bank Ladder Match, pero fue derrotada en ambas ocasiones. El 12 de agosto, se asoció con Shotzi para participar en el torneo por los vacantes Campeonatos Femeninos en Parejas, pero fueron eliminadas por Raquel Rodríguez y Aliyah. El 9 de septiembre se enfrentó a Lacey Evans, Natalya, Sonya Deville y Ronda Rusey para determinar a la contendiente #1 al Campeonato Femenino de SmackDown, pero el combate fue ganado por esta última. En el episodio del 23 de diciembre de SmackDown, Li compitió en un Gauntlet Match para determinar a la contendiente #1 al Campeonato Femenino SmackDown de Rousey, logro eliminar a Emma y a Tegan Nox, pero fue eliminado por la eventual ganadora Raquel Rodríguez.

#### Feudo con Becky Lynch y regreso a NXT (2023-2024)
En Royal Rumble participó en el Women's Royal Rumble Match entrando como número #14, pero fue eliminada por Zelina Vega. En el episodio del 24 de marzo de SmackDown, Li en equipo con Lacey Evans, luchó contra Natalya y Shotzi para determinar quién se clasificará para el combate por equipos femenino en WrestleMania 39, pero no lograron ganar. El 1 de mayo como parte del Draft de la WWE de 2023, fue reclutada para la marca Raw. Sin embargo, solo pasaría a luchar en el programa Main Event, enfrentadosé a luchadoras como Candice LaRae y Dana Brooke entre otras. 
En el episodio del 9 de octubre de Raw, Li confrontó a la Campeona Femenina de NXT Becky Lynch, reclamando una oportunidad título. El episodio del 30 de octubre de Raw, derrotó a Candice LeRae en un breve combate tras dejarle inconsciente con una patada y una vez más se enfrentaría a la ahora ex campeona Becky Lynch. La semana siguiente, mientras Lynch estaba haciendo su entrada para una batalla real para determinar la contendiente #1 para el Campeonato Mundial Femenino, Li la atacaría, lo que resultó en que Lynch no pudiera competir. Debido a esto, el gerente general de Raw Adam Pearce también saco a Li del combate inmediatamente como castigo. En el episodio del 7 de noviembre de NXT, Li hizo su regreso a la marca para confrontar a la nueva Campeona Femenina de NXT Lyra Valkyria, y llegó a afirmar que venía a por el título. En el episodio del 13 de noviembre de Raw, después de derrotar a Indi Hartwell, Li fue interrumpida por Becky Lynch, quien intento atacarla. Esa misma noche, la cuenta oficial de Twitter de NXT publicó un video de Lyra Valkyria recibiendo una invitación virtual a una "Warriors Tea Ceremony" organizada por Li. En el siguiente episodio de NXT, la ceremonia del té tendría lugar, con Li explicando que la ceremonia era importante porque así es como sus antepasados honraron a su rival antes del combate. En el episodio del 20 de noviembre de Raw, consiguió su combate contra Lynch, pero no logró ganar. En el episodio de la noche siguiente de NXT, compitió contra Valkyria por el Campeonato Femenino de NXT, pero fue derrotada. 
En Royal Rumble, el 27 de enero de 2024, Li entró en el número #16, con una duración de 6:46 antes de ser eliminada por Nia Jax. En el episodio del 19 de febrero de Raw, compitió en un battle royal para determinar a la última participante del Women's Elimination Chamber Match, siendo eliminada por la eventual ganadora Raquel Rodríguez. El 15 de abril tuvo su última lucha en la WWE siendo derrotada por Natalya en Main Event.  
El 19 de abril de 2024, Li anunció a través de Twitter que había abandonado WWE, y la noticia de su liberación se confirmó poco tiempo después.

### Circuito independiente (2024–presente)
El 10 de junio de 2024, se reveló que Xia competiría en el evento Queen of Indies de West Coast Pro Wrestling el 17 de agosto. A pesar de que inicialmente se anunció como Xia Lee, actuó en el evento con el nombre de Xia Zhao. En el evento, Xia hizo equipo con Aja Kong y Viva Van para ganar un combate en equipos de seis mujeres contra Amira, Karisma y Lady Apache. El 18 de agosto, Xia luchó en el espectáculo "Yabai!" de Kitsune Women's Wrestling contra Nagisa Nozaki hasta un conteo doble. Una semana después, se anunció que Xia haría su debut en Tokyo Joshi Pro-Wrestling (TJPW) en Wrestle Princess V el 22 de septiembre. En el evento, hizo equipo con Mizuki y derrotó a Yuki Kamifuku y Veny.

### Total Nonstop Action Wrestling (2024–presente)
El 5 de septiembre de 2024 en el episodio de TNA Impact!, se mostró una viñeta de una mujer hablando chino, lo que adelantó su debut con Total Nonstop Action Wrestling. El 19 de septiembre, se confirmó que Xia, actuando como Léi Ying Lee, haría su debut en el ring el 26 de septiembre. En el episodio de ese día, Lee ganó su debut al derrotar a Hyan.

## Vida personal
Antes de unirse a WWE, Li fue una aficionada a los deportes de combate, perfeccionándose en el arte marcial del wushu. Fue la cofundadora de su propio estudio fitness y logró obtener varios primeros lugares en varias competencias de artes marciales y fitness incluyendo: el segundo Campeonato Mundial de Wushu, el Nike Challenge Competition y el primer China Throw Down: Battle on the Bund.